# Leptobos

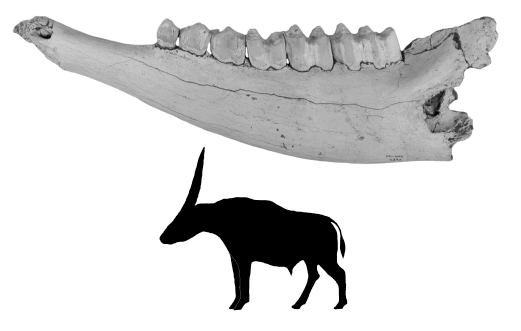
Mandíbula de Leptobos etruscus y silueta

Leptobos es un género extinto de bóvido de gran tamaño del Plioceno y Pleistoceno hallado en Europa y Asia, caracterizado por su constitución grácil y sus cuernos vueltos hacia atrás. Tenía un tamaño comparable al de un toro grande, llegando a pesar la especie L. etruscus hasta 750 kilogramos.